# Marco Di Costanzo
Marco Di Costanzo, född 9 juni 1992, är en italiensk roddare.

## Karriär
Vid olympiska sommarspelen 2016 i Rio de Janeiro tog Di Costanzo brons tillsammans med Giovanni Abagnale i tvåa utan styrman.
Vid olympiska sommarspelen 2020 i Tokyo tog Di Costanzo brons tillsammans med Matteo Castaldo, Matteo Lodo, Giuseppe Vicino och Bruno Rosetti (tävlade endast i försöksheatet) i fyra utan styrman. Han tävlade även i tvåa utan styrman tillsammans med Giovanni Abagnale, där de slutade på totalt 11:e plats.